# Хомич, Николай Харитонович
Николай Харитонович Хомич (род. 12 июля 1959, Бараккуль, Казахстан) — украинский писатель, детский врач-реаниматолог, меценат и путешественник. Член Национального союза писателей Украины (2016).

## Биография
Родился Николай Хомич в поселении Бараккуль в Казахстане. 1972 семья вернулась на родину отца — в украинский город Новоград-Волынский. По возвращении в Украину, в седьмой класс юноша пошел в Новоград-Волынскую школу № 1 имени Леси Украинки. Она была расположена в бывшем здании усадьбы Завадского, где в 1873—1879 годах проживала семья Косачей. Сейчас это школа № 1 имени Леси Украинки. В опусе «Вавилонская башня» автор вспоминает школьные годы и путь к самоидентификации.
На выбор будущей профессии повлияла книга Гуго Глязера «Драматическая медицина. Опыты врачей на себе».
После окончания Винницкого медицинского института стал детским врачом. За 10 лет врачебной практики работал в детском, в инфекционном отделении и в реанимации.
1986—1987 — участвовал в ликвидации последствий аварии на Чернобыльской атомной электростанции как врач воинской части. Имеет удостоверение ликвидатора ЧАЭС второй категории.
Во времена перестройки в СССР работал врачом в Таджикистане. После распада Союза создал собственный медицинский бизнес.
С 1998 года проживает в Киеве.

## Творчество
Желание писать появилось в третьем классе. В рассказе «Обо всем» автор вспоминает, что в 1967 году он посмотрел фильм «Туманность Андромеды», где история ему показалась незаконченной. Тогда М.Хомич решил ее продолжить: использовал множество научных терминов, которые когда-либо слышал, списал целую тетрадь. Первым читателем и критиком была мама, но она не оценила его опус, только спросила: почему не выучил уроки? Рассказ был незрелым и по-детски наивным. «Я благодарен маме сейчас, — говорит писатель. — Ведь в литературу пришел в зрелом возрасте: с жизненным опытом и личным запасом знаний».
М. Хомич написал и издал билингво в Украине 12 книг. Произведения переведены на многие языки мира, в частности, азербайджанский, греческий, белорусский, румынский.
Книги писателя есть во многих парламентских библиотеках мира, в частности, в Библиотеке конгресса США и библиотеке Вселенского патриарха Варфоломея.
Первая книга «Ночь русалки» (сборник повестей, рассказов и эссе) вышла 2011 года. В следующем году — роман «Время» с аудио версией.
2013 — написал исторический роман «Пространство Х, или Территория лжи», а в 2016 роман «Тайна гробницы», что вместе составили дилогию.
В 2016 Николай Хомич стал членом НСПУ.
В 2018 году вышел роман-дилогия «Черная Луна».
Его книги переведены на другие языки. В Румынии и Беларуси выходит роман «Время» — на румынском и белорусском языках. Также в рамках международного культурного обмена появляется перевод романа «Загадка гробницы» на азербайджанский язык (2018), а в 2019 — "Το μυστικό της σαρκοφάγου) — на новогреческий язык в городе Афины. Эта историческая книга, на новогреческом языке, долетела и до Вселенского патриарха Варфоломея в Константинополь в октябре 2020 года, куда был приглашен Николай Хомич.
2021 вышел сборник рассказов «В погоне за Южным Крестом» («Радуга»).

## Обзор творчества

### «Ночь русалки»
Первая книга писателя, написанная на русском («Ночь русалки», Фолио, 2011; перевод — Гамазин, 2013), куда вошли повести, рассказы и эссе. Книга разделена на разделы: «Ночь русалки» (три повести), «Мысли в пути» (4 эссе) и «Как я стал мужчиной» (5 рассказов). Подборка текстов к книге сделана по принципу их необычности. Когда вымысел становится реальностью, а реальность вымыслом. Умение автора интриговать и иронизировать завораживает, его смело все называют неисправимым романтиком.
Повесть — как поэтическое и возвышенное объяснение в любви женщине и любви к Киеву. «Всем ведьмам Киева посвящается» — эти слова автора сразу настраивают на мистику. Главный герой произведения ищет свою любимую в другом времени, в другом измерении.

### «Время»
Это первый роман писателя. Изданный сначала на русском языке, потом — в переводе на украинский («Время», Фолио, 2012; перевод — Радуга, 2018). По словам автора, книга писалась легко. Главный герой произведения — врач. Роман об ограниченности времени, переоценку жизни, о периоде глянца и гламура, когда Украина с периода социализма перешла в капитализм. Посвящен роман всем, кто любил и любит.

### «Территория лжи»
Во время написания книг, автор читает много специальной литературы и путешествует. Чтобы написать второй роман («Пространство Х, или Территория лжи», Радуга, 2013, 2016, перевод — Юниверс, 2016) писателю пришлось побывать в Норвегии и Швеции. Это детектив о загадочных граффити Софии Киевской и тысячелетнюю тайну, которая кроется в генах потомков Киевской Руси. Роман раскрывает малоизвестные страницы древней украинской истории.
Книга поможет изучать школьный курс истории Украины. «Территорию лжи» закупили в издательстве Юниверс для школьных и публичных библиотек Украины.

### «Загадка гробницы»
После «Территории лжи» появилось желание продолжить историю, связанную с исчезновением останков Ярослава Мудрого. Для написания «Загадки гробницы» автор ездил в США, вместе с учеными храма Софии Киевской, изучил факты и свидетельства исчезновения иконы Николая Мокрого и мощей Ярослава Мудрого. В США писатель не только нашел следы потери реликвий, но и познакомился с человеком, который знает, где они находятся.
Книга на русском и украинском языках вышла в 2016 году («Тайна гробницы», Радуга, 2016, перевод — Саммит-книга, 2016). По сюжету произведения, первая гибридная война на наших землях организована Ярославом Мудрым. Он первый создал параллельную реальность и подменил в летописи правду ложью. Перед читателями романа Николая Хомича возникает огромное историческое полотно, где главной связующей нитью, что стежок за стежком проникает с XI века в XXI, является любовь. Это чувство, сплетаясь в причудливый узор, навсегда соединит судьбы Ярослава Мудрого и шведской принцессы Ингигерды, их детей — Изяслава, Святослава, Всеволода и их жен; оставит след в судьбах правителей и простых людей, а также главных героев романа — наших современников.
После выхода дилогии Николая Хомича «Территория лжи» и «Загадка гробницы» в Украине создали документальный научный фильм о поиске иконы Николая Мокрого и мощей Ярослава Мудрого. Поездку в США съемочной группы частично спонсировал Николай Хомич. Роман «Загадка гробницы» («Το μυστικό της σαρκοφάγου»), переведен на новогреческий язык, номинировался дважды — на премию PUBLIC, Греция (2020) и на премию Drahoman Prize, Украина (2021).

### «Черная Луна»
Это продолжение книги «Ночь русалки». К нему подтолкнули автора читатели, которые на Лысой горе Киева установили памятник главной героине произведения. На могиле — эпитафия на латыни: «Любовь не умирает». Удивленный писатель пригласил на место одну из киевских ведьм, которых сейчас называют парапсихологами. Она сказала, стоя у могилы, что здесь похоронена неупокоенная душа. Это перевернуло душу впечатлительного писателя и заставило сесть за продолжение книги. Он даже отправился в джунгли Амазонки, где прошел обряд, связанный с духами умерших.
Роман «Черная луна» (Радуга, 2018, перевод — ЛА «Второе дыхание», 2018) начинается эпиграфом: «Моей жене, однокласснице и Музе, которая научила меня летать, посвящается…». В нем описывается история о пропавших реках Киева. В произведении, для достоверности передачи духа древнего Киева, автор отправляется как диґер путями подземных рек нынешней столицы. Так готовился для читателя коктейль, ингредиентами которого стали детектив, мистика и любовь. Главный герой путешествует в пространстве и времени, погружаясь в мир благородства и любви.
Театрализованная презентация книги «Черный месяц» состоялась в «Театре на Подоле» и продолжилась на горе Уздыхальницы с фаер-шоу, спектаклем на ходулях и персонажами в костюмах ведьм, люцифера и тому подобное.

### «В погоне за Южным Крестом»
Книга «В погоне за Южным Крестом» («Радуга», 2021) о том, как жизненно важно сохранить надежду, что все можно изменить, или хотя бы попробовать. И о том, что закон бумеранга существует. Если поможешь кому-то — тебе обязательно откликнется. Все в нашем мире взаимосвязано.

### «Замысел Бога»
Это первая книга из запланированной трилогии, каждая из которых самодостаточна и отдельна. Удивительное переплетение судеб нескольких поколений главных героев романа — Головачей, Лесницких и Лобуров глубоко, правдиво и динамично отражает особенности ключевых периодов истории Украины. Автор раскрывает непростые отношения Украины и России, которые складывались много лет и подводят понимание сегодняшних напряженных событий между двумя государствами.
Роман полон многих интересных подробностей жизни и быта украинцев XV—XIX веков, традиций запорожских казаков, передает атмосферу тех времен, лаконично и увлекательно раскрывает суть многих исторических явлений, привлекая для этого известные фигуры. Автор не оставляет без внимания аристократические семьи того времени — Сангушка, Потоцких, Вишневецких, Любомирских, Чарторийских.
Произведение будет интересно каждому, кто увлечен историей Украины, но хочет познавать ее не из сухих документов, а разворачивая широкое яркое полотно художественной литературы, которое дает представление о взаимосвязи причин и следствий, и заставляет осознанно и неравнодушно относиться ко всему, что происходит с нашим народом.

## Меценатство
Миссию мецената Николай Хомич активно начал реализовывать во время Революции Достоинства. А до этого, деньги, собранные с продажи романа «Время», передал Львовской детской больницы на приобретение оборудования для лечения детей больных острой формой лейкоза.
В 2016 на территории школы имени Леси Украинки в Новограде-Волынском на средства мецената — ее выпускника — был установлен памятник Леси Украинки (скульпторы Олесь Сидорук и Борис Крылов) и заложено «Аллею талантов», в рамках Всеукраинского детского конкурса «В поисках литературных талантов». К 150-летию Леси Украинки (2021) литературный конкурс получил статус международного и проводится под эгидой НСПУ.
Более 10 лет Николай Хомич спонсирует празднования Ивана Купала в селе Радулин. В формате праздника Ивана Купала сельские дети пишут сочинения и эссе на разные темы. Как правило, это тематика о родном селе, о семье. Это своеобразный мониторинг — о чем думают дети, чем живут.

## Награды
- Лауреат международной литературной премии имени Михаила Жизневского «Воин Света» (2017).[11]
- Дипломант литературной премии НСПУ имени Максимилиана Кириенко-Волошина (2018).[12]
- Лауреат международной литературной премии «Дон Кихот».
- Премия журнала «Радуга».
- Премия конкурса НСПУ за лучшую книгу года «Глиняный кот» (2017).

## Семья
- Отец — Хомич Харитон Владимирович (07.09.1930 20.02. 2002)
- Мать — Хомич Надежда Алексеевна (20.01.1935 23.10.2018)
- Жена — Хомич Тамара Леонидовна (19.09.1959), по специальности музыкант.
- Дочь — Юлия Хомич (30.03.1981), по специальности юрист по международному праву.

## Интересные факты
- Николай Хомич все время в движении, но среди всех возможных путешествий — часто выбирает экстремальные путешествия. Он пробовал смертельно опасную рыбу фугу, плавал с акулами, жил на острове людоедов, спускался в жерло вулкана, прошел по дороге инков в Перу, побывал в джунглях Амазонки, общался с жителями африканских племен, побывал в Южной Африке, Ботсване, Зимбабве.
- 14 февраля 2017 поднял на вершину Килиманджаро (пик Ухуру — 5895 м) украинский флаг Революции Достоинства с логотипами НСПУ, газеты «Литературная Украина», журнала «Украинская культура» и издательств, в которых выходили его книги.[13] Ранее было путешествие в Гималаи, о которой упоминается в повести «Дорогами Рериха и Ван Гога».
- Коллекционирует исторические памятники культуры. В частности, это редкие книги, орудия труда и предметы быта украинцев. В семейном подворье в селе Радулин на Житомирщине создал домашний Музей культуры и быта Украины и Эко-парк «Радулин», где можно увидеть пятнистых оленей, европейских ланей и косуль, а также множество экзотических птиц. В этом селе на месте бывшего поместья писатель реставрировал старый колодец, который ранее принадлежал графу Потоцкому. Тому самому графу, которому принадлежал когда-то и дворец во Львове, а сейчас там ежегодно проводится «Форум издателей» и проходят презентации новых романов Николая Хомича. По иронии судьбы, предки писателя были крепостными у Потоцких.